# Wuppertaler Sport-Verein 1974-1975
Questa voce raccoglie le informazioni riguardanti il Wuppertaler Sport-Verein nelle competizioni ufficiali della stagione 1974-1975.

## Stagione
Nella stagione 1974-1975 il Wuppertal, allenato da Horst Buhtz e János Bédl, concluse il campionato di Bundesliga al 18º posto. In Coppa di Germania il Wuppertal fu eliminato al primo turno dal Darmstadt.

## Rosa
| N. |                     | Ruolo | Calciatore              |
| -- | ------------------- | ----- | ----------------------- |
|    | Germania (bandiera) | P     | Ulrich Gelhard          |
|    | Germania (bandiera) | P     | Manfred Müller          |
|    | Germania (bandiera) | D     | Manfred Cremer          |
|    | Germania (bandiera) | D     | Lothar Dupke            |
|    | Germania (bandiera) | D     | Dirk Fiala              |
|    | Germania (bandiera) | D     | Jürgen-Michael Galbierz |
|    | Germania (bandiera) | D     | Wolfgang Keuken         |
|    | Ungheria (bandiera) | D     | Tamás Krivitz           |
|    | Germania (bandiera) | D     | Erich Miß               |
|    | Germania (bandiera) | D     | Gerhard Pecl            |
|    | Germania (bandiera) | C     | Hans-Jürgen Baake       |
|    | Germania (bandiera) | C     | Jürgen Berghaus         |
|    | Germania (bandiera) | C     | Bernhard Hermes         |

| N. |                     | Ruolo | Calciatore        |
| -- | ------------------- | ----- | ----------------- |
|    | Germania (bandiera) | C     | Theo Homann       |
|    | Germania (bandiera) | C     | Georg Jung        |
|    | Germania (bandiera) | C     | Heinz-Dieter Lömm |
|    | Germania (bandiera) | C     | Herbert Stöckl    |
|    | Germania (bandiera) | A     | Lothar Angermund  |
|    | Germania (bandiera) | A     | Franz Gerber      |
|    | Germania (bandiera) | A     | Reiner Geweke     |
|    | Germania (bandiera) | A     | Gustav Jung       |
|    | Germania (bandiera) | A     | Helmut Lausen     |
|    | Ungheria (bandiera) | A     | Antal Nagy        |
|    | Germania (bandiera) | A     | Günter Pröpper    |
|    | Germania (bandiera) | A     | Peter Redder      |
|    | Germania (bandiera) | A     | Detlef Webers     |

## Organigramma societario
Area tecnica
- Allenatore: János Bédl
- Allenatore in seconda:
- Preparatore dei portieri:
- Preparatori atletici:

## Calciomercato

### Sessione estiva
| Acquisti | Acquisti          | Acquisti           | Acquisti |
| R.       | Nome              | da                 | Modalità |
| -------- | ----------------- | ------------------ | -------- |
| C        | Hans-Jürgen Baake | Osnabrück          |          |
| D        | Lothar Dupke      | ASV Wuppertal      |          |
| A        | Franz Gerber      | St. Pauli          |          |
| D        | Tamás Krivitz     | Lierse             |          |
| A        | Helmut Lausen     | Schwarz-Weiß Essen |          |
| A        | Antal Nagy        | Hércules           |          |
| A        | Detlef Webers     | Arminia Bielefeld  |          |

| Cessioni | Cessioni           | Cessioni              | Cessioni |
| R.       | Nome               | a                     | Modalità |
| -------- | ------------------ | --------------------- | -------- |
| C        | Willi Neuberger    | Eintracht Francoforte |          |
| C        | Jürgen Kohle       | Union Solingen        |          |
| D        | Emil Meisen        | TuRU Düsseldorf       |          |
| D        | Peter Nover        | Mülheim               |          |
| C        | Klaus Spannenkrebs | Heilbronn             |          |

### Sessione invernale
| Acquisti | Acquisti | Acquisti | Acquisti |
| R.       | Nome     | da       | Modalità |
| -------- | -------- | -------- | -------- |

| Cessioni | Cessioni | Cessioni | Cessioni |
| R.       | Nome     | a        | Modalità |
| -------- | -------- | -------- | -------- |

## Risultati

### Bundesliga

#### Girone di andata
| Arbitro: | Aldinger |

|                      |           |                                            |
| Neuberger 35’ (rig.) | Marcatori | 13’ Büssers 45’ Dietz 54’ Seliger 88’ Worm |

| Arbitro: | Frickel |

|                             |           |  |
| Lippens 59’ Burgsmüller 71’ | Marcatori |  |

| Arbitro: | Meuser |

|            |           |          |
| Gerber 53’ | Marcatori | 61’ Holz |

| Arbitro: | Picker |

|                   |           |  |
| Zewe 17’ Geye 56’ | Marcatori |  |

| Arbitro: | Redelfs |

|                                 |           |            |
| Pröpper 18’ Gerber 50’ Jung 60’ | Marcatori | 69’ Hoeneß |

| Arbitro: | Roth |

|                                 |           |            |
| Janzon 9’ Held 60’ Ritschel 84’ | Marcatori | 86’ Gerber |

| Wuppertal 5 ottobre 1974, ore 15:30 CET 7ª giornata | Wuppertal | 0 – 0 referto | Hertha Berlino | Stadion am Zoo (6 800 spett.)\| Arbitro: \| Dreher \| |
| Arbitro:                                            | Dreher    |               |                |                                                       |

| Arbitro: | Linn |

|                                                             |           |         |
| Weller 23’ Stickel 32’ Ohlicher 43’, 88’ (rig.) Müllner 74’ | Marcatori | 9’ Jung |

| Arbitro: | Tschenscher |

|          |           |                                                       |
| Jung 67’ | Marcatori | 42’ Müller 65’ Neumann 73’ Konopka 85’ (rig.) Overath |

| Arbitro: | Quindeau |

|                                     |           |            |
| Zaczyk 35’, 65’ Bertl 73’ Nogly 77’ | Marcatori | 44’ Homann |

| Arbitro: | Berner |

|            |           |  |
| Scheer 90’ | Marcatori |  |

| Arbitro: | Frickel |

|  |           |            |
|  | Marcatori | 37’ Bründl |

| Arbitro: | Aldinger |

|                    |           |          |
| Weist 74’ Kamp 90’ | Marcatori | 40’ Nagy |

| Arbitro: | Messmer |

|              |           |                                               |
| Galbierz 54’ | Marcatori | 20’, 73’ Kulik 61’, 88’ Heynckes 81’ Simonsen |

| Arbitro: | Engel |

|                                                          |           |  |
| Weidle 18’, 23’ Hölzenbein 42’, 45’ (rig.) Grabowski 78’ | Marcatori |  |

| Arbitro: | Aldinger |

|                 |           |  |
| Gerber 77’, 83’ | Marcatori |  |

| Arbitro: | Klauser |

|                  |           |  |
| Sandberg 7’, 32’ | Marcatori |  |

#### Girone di ritorno
| Arbitro: | Dittmer |

|                       |           |                        |
| Lehmann 3’ Bücker 37’ | Marcatori | 4’ Gerber 29’ Galbierz |

| Arbitro: | Fork |

|  |           |                                   |
|  | Marcatori | 44’ Burgsmüller 81’ Wieczorkowski |

| Arbitro: | Quindeau |

|                                      |           |                     |
| Balte 15’, 74’ (rig.) Köper 17’, 34’ | Marcatori | 29’ Nagy 38’ Gerber |

| Arbitro: | Zuchantke |

|                      |           |                              |
| Gerber 18’ Dupke 30’ | Marcatori | 37’, 57’ Zimmermann 60’ Geye |

| Arbitro: | Meuser |

|                                                |           |           |
| Hoeneß 17’ Müller 26’ (rig.) Schwarzenbeck 72’ | Marcatori | 81’ Dupke |

| Wuppertal 7 marzo 1975, ore 20:00 CET 23ª giornata | Wuppertal | 0 – 0 referto | Kickers Offenbach | Stadion am Zoo (5 000 spett.)\| Arbitro: \| Dittmer \| |
| Arbitro:                                           | Dittmer   |               |                   |                                                        |

| Arbitro: | Betz |

|                          |           |  |
| Grau 1’ Dupke 42’ (aut.) | Marcatori |  |

| Arbitro: | Redelfs |

|                         |           |                                |
| Berghaus 60’ Gerber 89’ | Marcatori | 23’ (rig.) Weller 83’ Ohlicher |

| Arbitro: | Schröder |

|                                       |           |  |
| Müller 17’ Flohe 49’, 64’ Neumann 76’ | Marcatori |  |

| Arbitro: | Linn |

|  |           |                                          |
|  | Marcatori | 18’, 89’ Reimann 82’ Bertl 88’ Bjørnmose |

| Arbitro: | Ohmsen |

|  |           |            |
|  | Marcatori | 8’ Fischer |

| Arbitro: | Klauser |

|               |           |            |
| Gersdorff 49’ | Marcatori | 79’ Cremer |

| Arbitro: | Dreher |

|                 |           |                                               |
| Gerber 66’, 75’ | Marcatori | 28’, 74’ Røntved 36’ (rig.) Höttges 48’ Röber |

| Arbitro: | Dittmer |

|                                                      |           |                       |
| Simonsen 13’ (rig.), 18’, 53’ Heynckes 41’, 51’, 88’ | Marcatori | 25’ Berghaus 65’ Jung |

| Arbitro: | Roth |

|                     |           |                              |
| Jung 58’ Lausen 77’ | Marcatori | 5’ Lorenz 29’, 37’ Grabowski |

| Berlino 7 giugno 1975, ore 15:30 CET 33ª giornata | TeBe Berlino | 0 – 0 referto | Wuppertal | Stadio Olimpico (1 500 spett.)\| Arbitro: \| Lutz \| |
| Arbitro:                                          | Lutz         |               |           |                                                      |

| Arbitro: | Lutz |

|                                  |           |                                  |
| Gerber 10’ Dupke 62’ Pröpper 80’ | Marcatori | 17’ Pirrung 25’ Melzer 41’ Diehl |

### Coppa di Germania
| Arbitro: | Klauser |

|                           |           |            |
| Schleiter 29’ Deutsch 81’ | Marcatori | 60’ Gerber |

## Statistiche

### Statistiche di squadra
| Competizione      | Punti | In casa | In casa | In casa | In casa | In casa | In casa | In trasferta | In trasferta | In trasferta | In trasferta | In trasferta | In trasferta | Totale | Totale | Totale | Totale | Totale | Totale | DR  |
| Competizione      | Punti | G       | V       | N       | P       | Gf      | Gs      | G            | V            | N            | P            | Gf           | Gs           | G      | V      | N      | P      | Gf     | Gs     | DR  |
| ----------------- | ----- | ------- | ------- | ------- | ------- | ------- | ------- | ------------ | ------------ | ------------ | ------------ | ------------ | ------------ | ------ | ------ | ------ | ------ | ------ | ------ | --- |
| Bundesliga        | 12    | 17      | 2       | 5       | 10      | 20      | 38      | 17           | 0            | 3            | 14           | 12           | 48           | 34     | 2      | 8      | 24     | 32     | 86     | -54 |
| Coppa di Germania | -     | 0       | 0       | 0       | 0       | 0       | 0       | 1            | 0            | 0            | 1            | 1            | 2            | 1      | 0      | 0      | 1      | 1      | 2      | -1  |
| Totale            | 12    | 17      | 2       | 5       | 10      | 20      | 38      | 18           | 0            | 3            | 15           | 13           | 50           | 35     | 2      | 8      | 25     | 33     | 88     | -55 |

### Andamento in campionato
| Giornata  | 1  | 2  | 3  | 4  | 5  | 6  | 7  | 8  | 9  | 10 | 11 | 12 | 13 | 14 | 15 | 16 | 17 | 18 | 19 | 20 | 21 | 22 | 23 | 24 | 25 | 26 | 27 | 28 | 29 | 30 | 31 | 32 | 33 | 34 |
| --------- | -- | -- | -- | -- | -- | -- | -- | -- | -- | -- | -- | -- | -- | -- | -- | -- | -- | -- | -- | -- | -- | -- | -- | -- | -- | -- | -- | -- | -- | -- | -- | -- | -- | -- |
| Luogo     | C  | T  | C  | T  | C  | T  | C  | T  | C  | T  | T  | C  | T  | C  | T  | C  | T  | T  | C  | T  | C  | T  | C  | T  | C  | T  | C  | C  | T  | C  | T  | C  | T  | C  |
| Risultato | P  | P  | N  | P  | V  | P  | N  | P  | P  | P  | P  | P  | P  | P  | P  | V  | P  | N  | P  | P  | P  | P  | N  | P  | N  | P  | P  | P  | N  | P  | P  | P  | N  | N  |
| Posizione | 15 | 17 | 18 | 18 | 13 | 14 | 15 | 16 | 17 | 17 | 18 | 18 | 18 | 18 | 18 | 17 | 17 | 17 | 18 | 18 | 18 | 17 | 18 | 18 | 18 | 18 | 18 | 18 | 18 | 18 | 18 | 18 | 18 | 18 |

Legenda:

Luogo: C = Casa; T = Trasferta. Risultato: V = Vittoria; N = Pareggio; P = Sconfitta.

### Statistiche dei giocatori
| Giocatore    | Bundesliga | Bundesliga | Bundesliga  | Bundesliga | Coppa di Germania | Coppa di Germania | Coppa di Germania | Coppa di Germania | Totale   | Totale | Totale      | Totale     |
| Giocatore    | Presenze   | Reti       | Ammonizioni | Espulsioni | Presenze          | Reti              | Ammonizioni       | Espulsioni        | Presenze | Reti   | Ammonizioni | Espulsioni |
| ------------ | ---------- | ---------- | ----------- | ---------- | ----------------- | ----------------- | ----------------- | ----------------- | -------- | ------ | ----------- | ---------- |
| L. Angermund | 7          | 0          | 0           | 0          | 0                 | 0                 | 0                 | 0                 | 7        | 0      | 0           | 0          |
| H. Baake     | 15         | 0          | 0           | 0          | 0                 | 0                 | 0                 | 0                 | 15       | 0      | 0           | 0          |
| J. Berghaus  | 7          | 2          | 0           | 0          | 0                 | 0                 | 0                 | 0                 | 7        | 2      | 0           | 0          |
| M. Cremer    | 11         | 1          | 0           | 0          | 0                 | 0                 | 0                 | 0                 | 11       | 1      | 0           | 0          |
| L. Dupke     | 33         | 3          | 7           | 0          | 1                 | 0                 | 0                 | 0                 | 34       | 3      | 7           | 0          |
| D. Fiala     | 3          | 0          | 0           | 0          | 0                 | 0                 | 0                 | 0                 | 3        | 0      | 0           | 0          |
| J. Galbierz  | 24         | 2          | 3           | 0          | 0                 | 0                 | 0                 | 0                 | 24       | 2      | 3           | 0          |
| U. Gelhard   | 13         | 0          | 0           | 0          | 0                 | 0                 | 0                 | 0                 | 13       | 0      | 0           | 0          |
| F. Gerber    | 30         | 12         | 0           | 0          | 1                 | 1                 | 0                 | 0                 | 31       | 13     | 0           | 0          |
| R. Geweke    | 0          | 0          | 0           | 0          | 0                 | 0                 | 0                 | 0                 | 0        | 0      | 0           | 0          |
| B. Hermes    | 9          | 0          | 0           | 0          | 1                 | 0                 | 0                 | 0                 | 10       | 0      | 0           | 0          |
| T. Homann    | 18         | 1          | 4           | 0          | 1                 | 0                 | 0                 | 0                 | 19       | 1      | 4           | 0          |
| G. Jung      | 21         | 1          | 4           | 0          | 1                 | 0                 | 0                 | 0                 | 22       | 1      | 4           | 0          |
| G. Jung      | 32         | 4          | 4           | 0          | 1                 | 0                 | 1                 | 0                 | 33       | 4      | 5           | 0          |
| W. Keuken    | 3          | 0          | 0           | 0          | 0                 | 0                 | 0                 | 0                 | 3        | 0      | 0           | 0          |
| T. Krivitz   | 14         | 0          | 1           | 0          | 0                 | 0                 | 0                 | 0                 | 14       | 0      | 1           | 0          |
| H. Lausen    | 22         | 1          | 1           | 0          | 0                 | 0                 | 0                 | 0                 | 22       | 1      | 1           | 0          |
| H. Lömm      | 24         | 0          | 6           | 0          | 1                 | 0                 | 0                 | 0                 | 25       | 0      | 6           | 0          |
| E. Miß       | 30         | 0          | 2           | 0          | 0                 | 0                 | 0                 | 0                 | 30       | 0      | 2           | 0          |
| M. Müller    | 21         | 0          | 2           | 0          | 1                 | 0                 | 0                 | 0                 | 22       | 0      | 2           | 0          |
| A. Nagy      | 10         | 2          | 0           | 1          | 0                 | 0                 | 0                 | 0                 | 10       | 2      | 0           | 1          |
| W. Neuberger | 8          | 1          | 1           | 1          | 1                 | 0                 | 0                 | 0                 | 9        | 1      | 1           | 1          |
| G. Pecl      | 1          | 0          | 0           | 0          | 0                 | 0                 | 0                 | 0                 | 1        | 0      | 0           | 0          |
| G. Pröpper   | 21         | 2          | 0           | 0          | 1                 | 0                 | 0                 | 0                 | 22       | 2      | 0           | 0          |
| P. Redder    | 13         | 0          | 1           | 0          | 0                 | 0                 | 0                 | 0                 | 13       | 0      | 1           | 0          |
| H. Stöckl    | 23         | 0          | 5           | 0          | 1                 | 0                 | 0                 | 0                 | 24       | 0      | 5           | 0          |
| D. Webers    | 0          | 0          | 0           | 0          | 1                 | 0                 | 0                 | 0                 | 1        | 0      | 0           | 0          |